# 賴利鎮區 (密西根州克林頓縣)
賴利鎮區（英語：Riley Township）是位於美國密西根州克林頓縣的一個行政鎮區。

## 地方資料
賴利鎮區的面積為92.54平方千米，當中陸地面積為92.49平方千米，而水域面積為0.05平方千米。根據2020年美國人口普查的數據，當地共有人口2020人，而人口密度為每平方千米21.83人。